# Eurygaster testudinaria
Espèce
Eurygaster testudinaria est une espèce d'insectes hémiptères, une des punaises des céréales, de la famille des Scutelleridae.

## Description
Très difficile à différencier d'Eurygaster maura, il existe pour Eurygaster testudinaria une légère dépression à l'avant et au centre de la tête.

## Biotope
Elle vit principalement sur les poacées (graminées) ; sa coloration varie beaucoup.

## Références

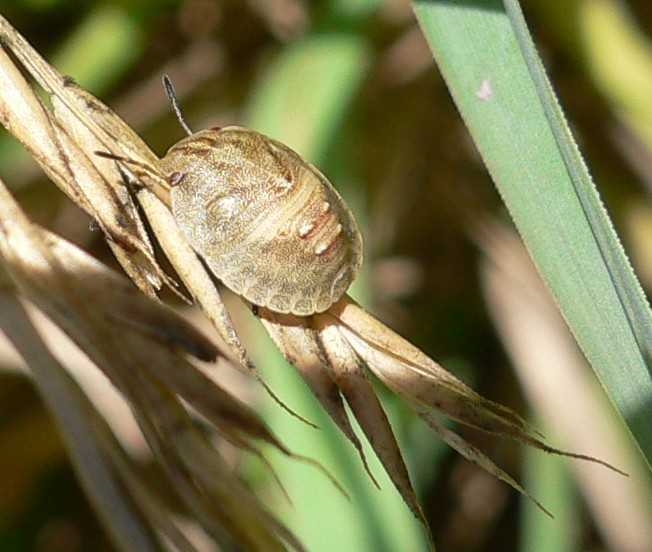